# بيل غرينير
بيل غرينير (بالإنجليزية: Bill Greiner)‏ هو محامي أمريكي، ولد في 9 يونيو 1934 في ميريديان في الولايات المتحدة، وتوفي في 19 ديسمبر 2009 في كليفلاند في الولايات المتحدة.